# Діброва Микола Олегович
Микола Олегович Діброва (22 травня 1996) — український легкоатлет, призер Літніх Паралімпійських ігор. Майстер спорту України.
Займається легкою атлетикою у Запорізькому регіональному центрі з фізичної культури і спорту інвалідів «Інваспорт».

## Державні нагороди
- Орден «За заслуги» III ст. (4 жовтня 2016) — За досягнення високих спортивних результатів на XV літніх Паралімпійських іграх 2016 року в місті Ріо-де-Жанейро (Федеративна Республіка Бразилія), виявлені мужність, самовідданість та волю до перемоги, утвердження міжнародного авторитету України[1]